# Gabriela Riemer-Kafka
Gabriela Riemer-Kafka (* 1958) ist eine Schweizer Rechtswissenschaftlerin.

## Leben
Sie erwarb 1982 das Lizentiat (lic. iur.) an der Rechtswissenschaftlichen Fakultät der Universität Zürich, 1987 die Promotion zum Dr. iur. bei Alfred Kölz in Zürich und 1999 die Habilitation an der Université de Fribourg bei Erwin Murer und Pascal Mahon (Venia legendi: Sozialversicherungs-, Privatversicherungs- und Arbeitsrecht). Von 2004 bis 2017 war sie ordentliche Professorin für Sozialversicherungs- und Arbeitsrecht an der Universität Luzern.

## Schriften (Auswahl)
- Juristische Handreichung für die Sonderpädagogik. Bern 2012, ISBN 978-3-905890-08-2.
- mit Nicole Elischa Krenger: Arbeitsrecht. Kommentierte Tafeln. Bern 2012, ISBN 978-3-7272-8853-1.
- Vereinfachungen im System der schweizerischen Sozialversicherungen. Problemfelder und Lösungsvorschläge. Bern 2014, ISBN 978-3-7272-3121-6.
- Schweizerisches Sozialversicherungsrecht. Bern 2020, ISBN 3-7272-1046-X.